# Forelius brasiliensis
Forelius brasiliensis é uma espécie de formiga do gênero Forelius.